# Pleurothallis calcarata
Pleurothallis calcarata är en orkidéart som beskrevs av Célestin Alfred Cogniaux. Pleurothallis calcarata ingår i släktet Pleurothallis och familjen orkidéer. Inga underarter finns listade i Catalogue of Life.